# Gonomyia (Gonomyia) idiostyla
Gonomyia (Gonomyia) idiostyla is een tweevleugelige uit de familie steltmuggen (Limoniidae). De soort komt voor in het Neotropisch gebied.